# Basílica de la Macarena

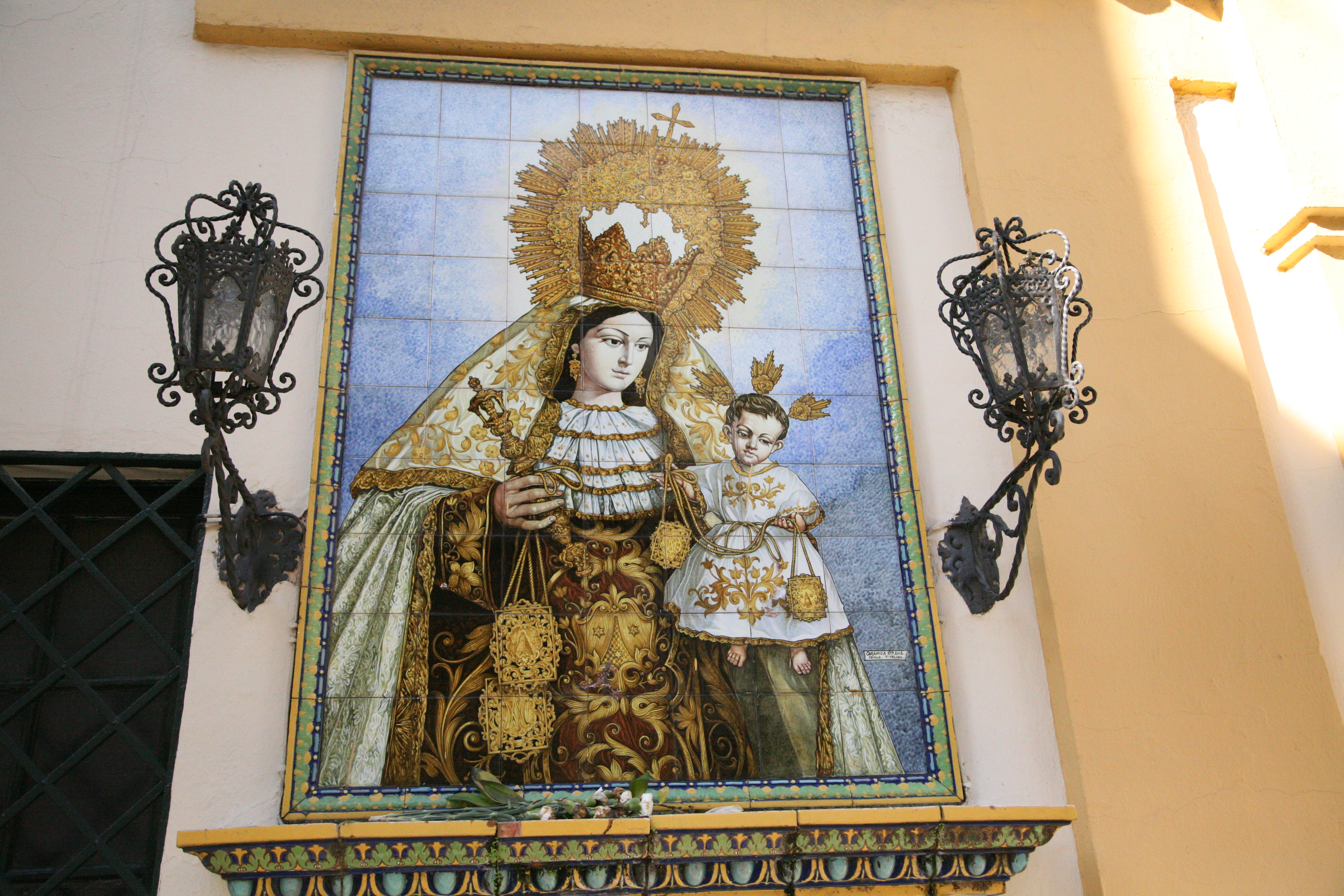
Detall de l'Església de la Macarena

 La Basílica de La Macarena és un temple catòlic situat al número 1 del carrer Bécquer, al barri de la Macarena de la ciutat de Sevilla, Espanya, nomenat així en honor seu.
El seu nom original en castellà és Basílica de Santa María de la Esperanza Macarena i és la seu de la Germanor de La Macarena (que fa estació de penitència cada Divendres Sant de matinada). Situada enfront de la Basílica de La Macarena es troba la Porta de la Macarena, un dels pocs vestigis que queden en peus del que eren les muralles de Sevilla. Per ella va fer la seva entrada l'emperador Carles I.